# 베이징 국가수영센터

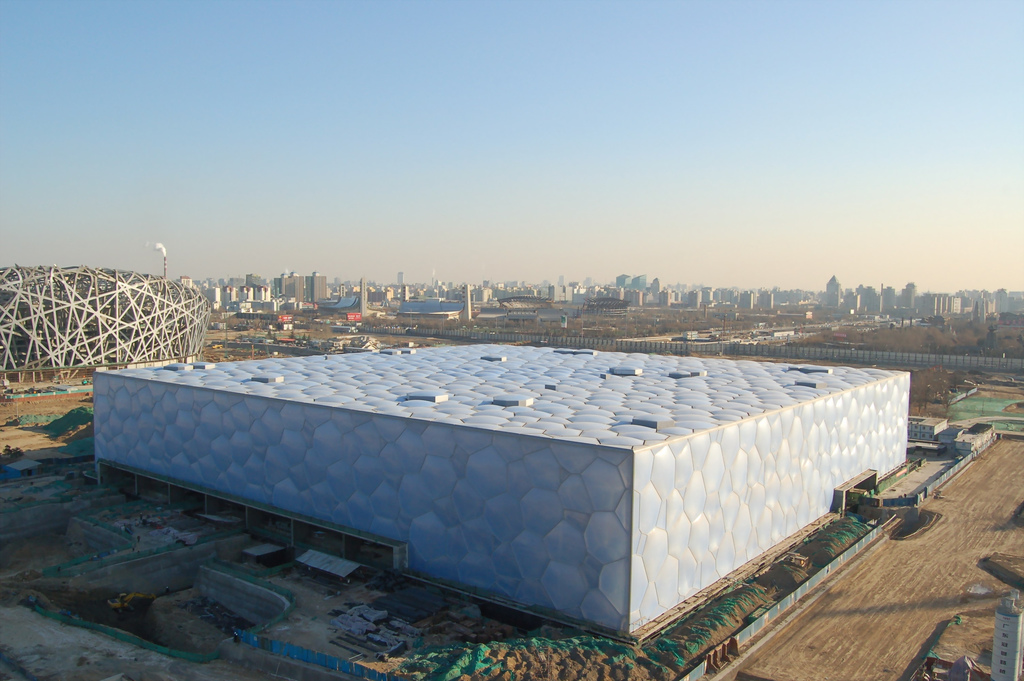
베이징 국가수영센터.

베이징 국가수영센터(중국어: 北京國家游泳中心), 다른 말로 수이리팡(중국어: 水立方 수립방[*]), 워터 큐브(Water Cube)는 베이징 국가체육장 옆에 있는 수영 경기장이다. 베이징 국가수영센터는 2008년 하계 올림픽의 주요 수영 종목이 열리는 경기장으로 쓰인다. 올림픽 공원 내에 지어져 있다.

## 역사

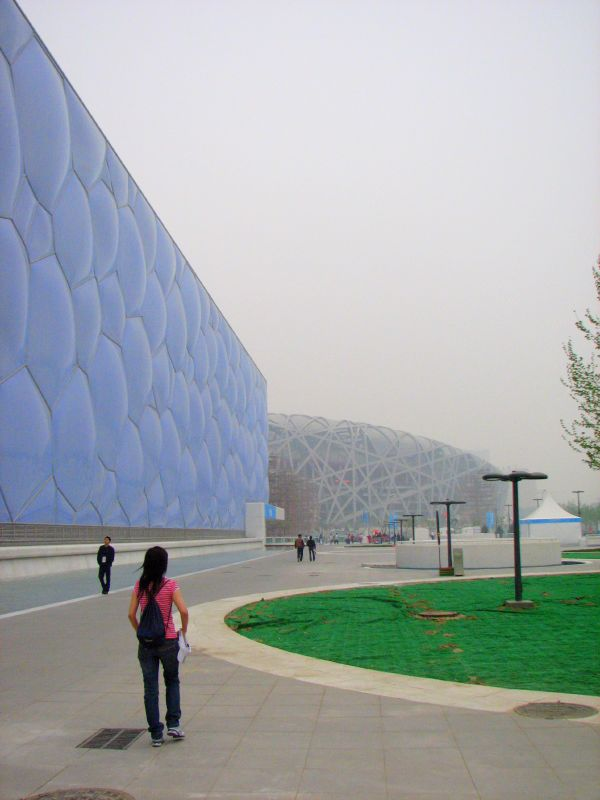
동쪽을 향해 바라보면서 찍은 사진. 옆으로 베이징 국가수영센터이 보인다.

베이징 국가수영센터는 베이징 올림픽을 위한 신축 건물 중 하나였다. 건축 프로젝트 시작 전, 북경시규획위원회(北京市規劃委員會, 베이징 도시 계획 위원회에 해당)가 건축 설계를 공모하였다. 베이징 올림픽 시기에 쓸 수영장 건물을 신축하는 일이었다. 우승작은 전문가와 민간인의 투표를 거쳐 선정되었다. 2003년 7월 29일, "워터 큐브"(Water Cube)가 공모전 우승작으로 공식 선정되었다. 북경국자공사(중국어: 北京國資公司))가 정식으로 을 맺었다.
2008년 1월 29일 정식으로 준공하였다. 호운북경(중국어: 好運北京) 시범 경기(차이나 오픈)이 1월 28일부터 2월 5일까지 열렸다.

## 건축

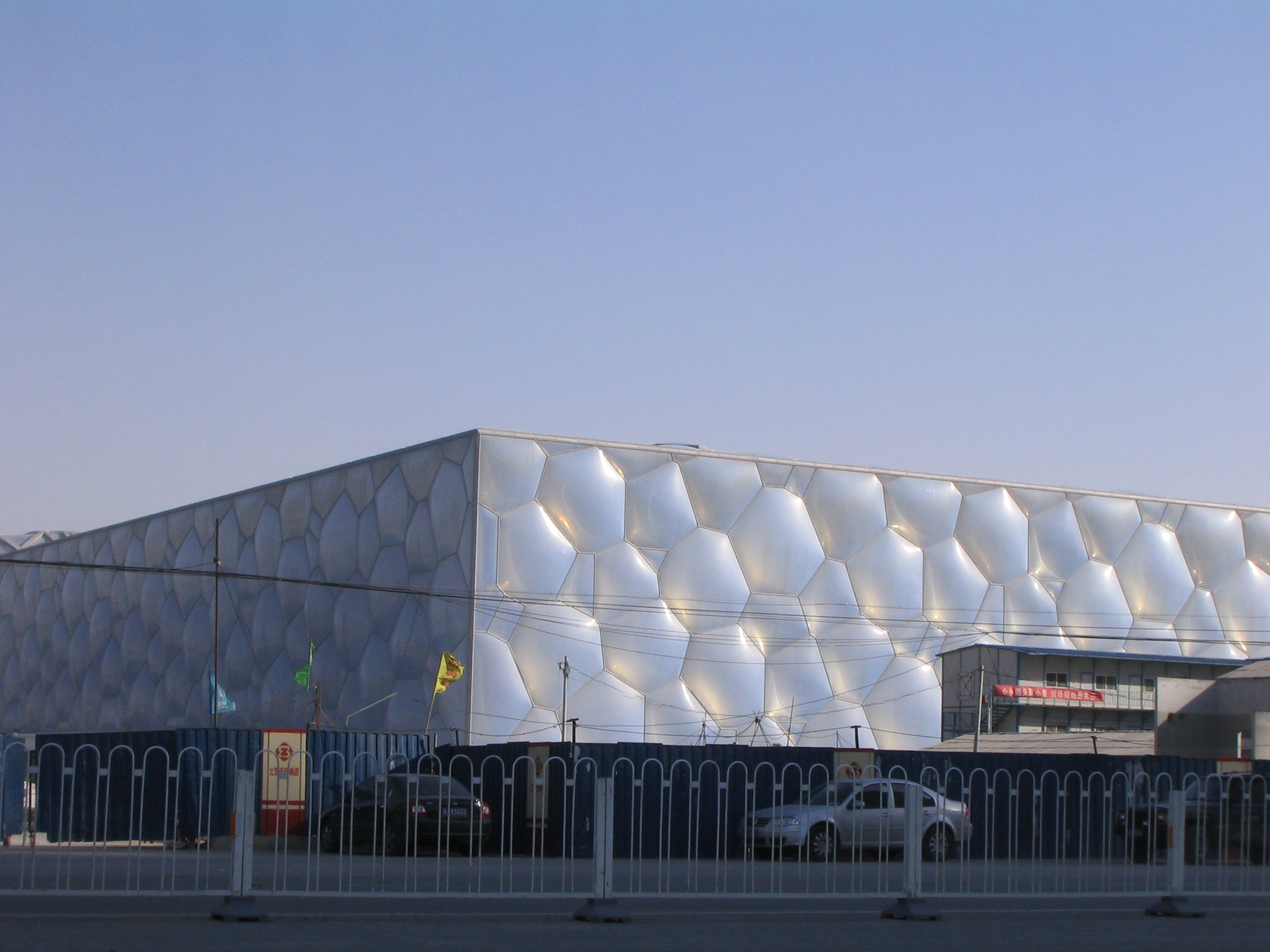
베이징 국가수영센터 외경.

베이징 국가수영센터는 PTW 아키텍츠(PTW Architects) 사, CSCEC 인터내셔널 디자인(CSCEC International Design) 사 및 에이럽 사가 초기 설계를 담당하였다. 구조물은 CSCEC(중국어: 中國建築工程總公司 중국건축공정총공사[*])가 지었다. 베이징 국가수영센터는 강철 스페이스 프레임(spaceframe)으로 구성되었는데, 커다란 세계에서 가장 큰 ETFE 클래드 구조물로서 건축되었다. 다해서 두께가 8/1000 인치에 불과한 ETFE 기둥이 총면적 10만 제곱미터에 걸쳐 사용되었다. ETFE 클래딩(cladding) 덕분에, 일반적인 유리에 비해, 빛/열 투과율이 좋아졌다. 에너지 비용으로 따져서 30%가 절감되게 하였다. 지붕은 웨이어-펠란 구조로 이루어져 있다.
이 수영장은 올림픽 기간에는 1만 7000명을 수용한다. 올림픽이 끝나고 나서는 6000명을 수용한다. 총연면적은 65000 제곱미터에 달하며, 대지 면적은 7.8 에이커(acres)에 달한다.
기공식은 2003년 12월 24일이었다. 2008년 1월 29일 공식 완공하였다. 건축 비용은 10.2억 중국 원이었다.

## 2008 베이징 올림픽
베이징 국가수영센터에서는 2008년 하계 올림픽 기간 동안 수영, 다이빙, 싱크로나이즈드 스위밍 종목 경기가 열릴 예정이다. 수구 종목도 원래는 여기서 열릴 예정이었으나, 자리를 옮겨 잉 퉁 수영장에서 열릴 예정이다.
대한민국 국가대표 수영 선수 박태환이 이 곳에서 세계 경기 수영부문 사상 첫 금메달을 따냈다.

## 수상 기록
- 2004년 - 베니스 비엔날레 - Award for most accomplished work Atmosphere section[4]
- 2006년 - 파퓰러 사이언스 2006년 토목 분야 신규 작품상(Popular Science Best of what's new 2006 in engineering)[2]

## 사진 모음

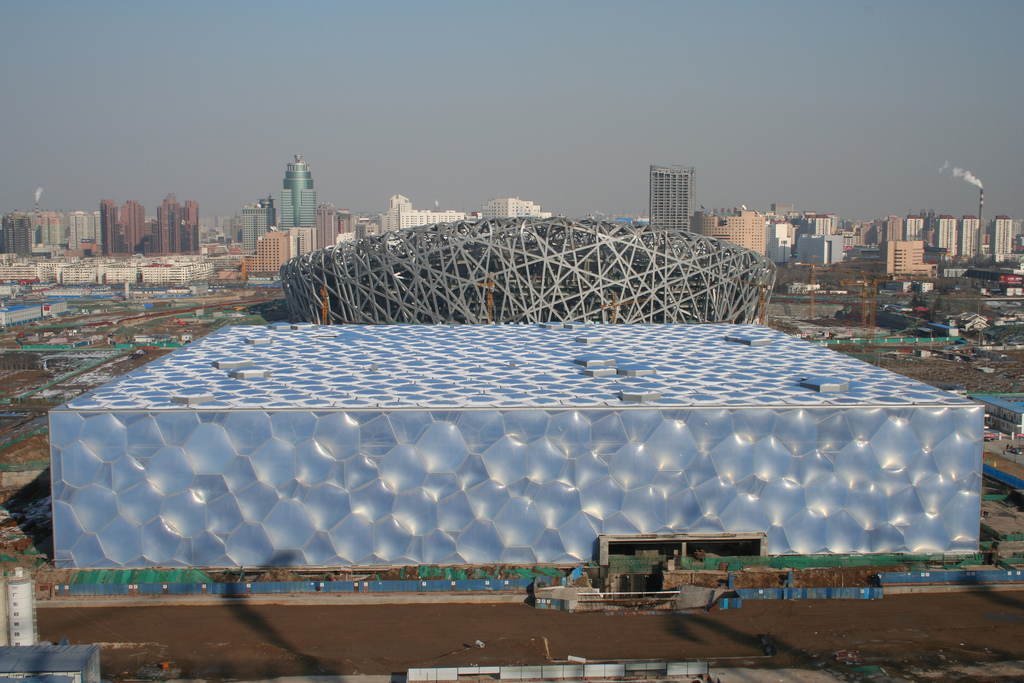
베이징 국가수영센터. 뒷쪽에 베이징 국가체육장이 보인다.
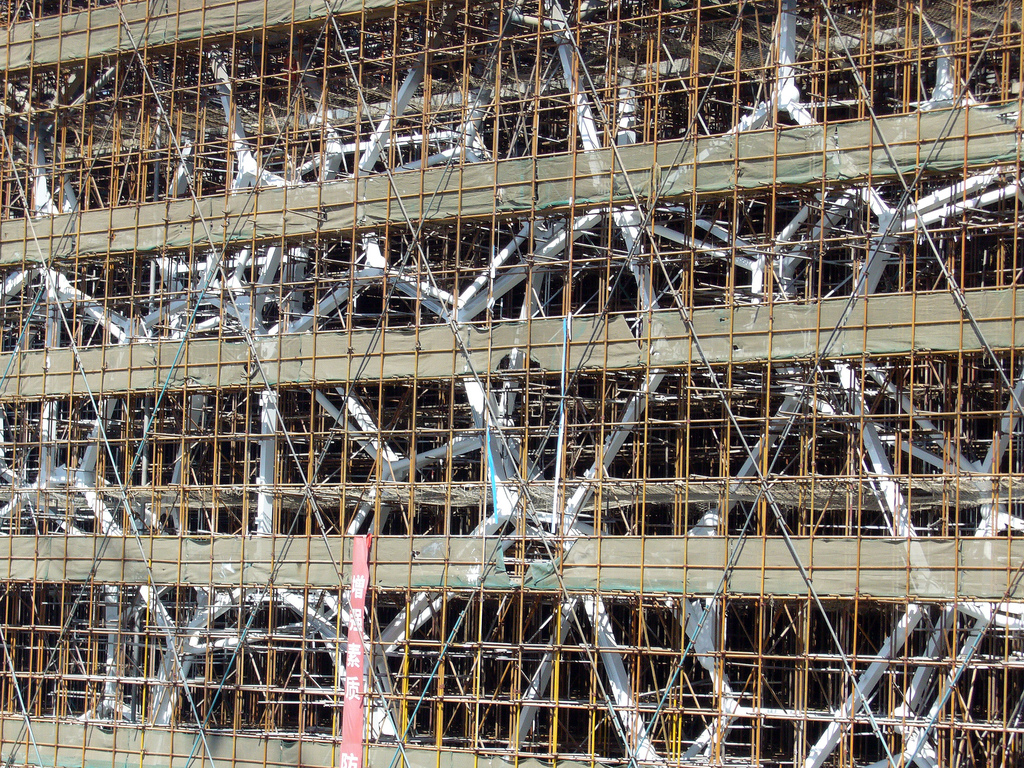
ETFE
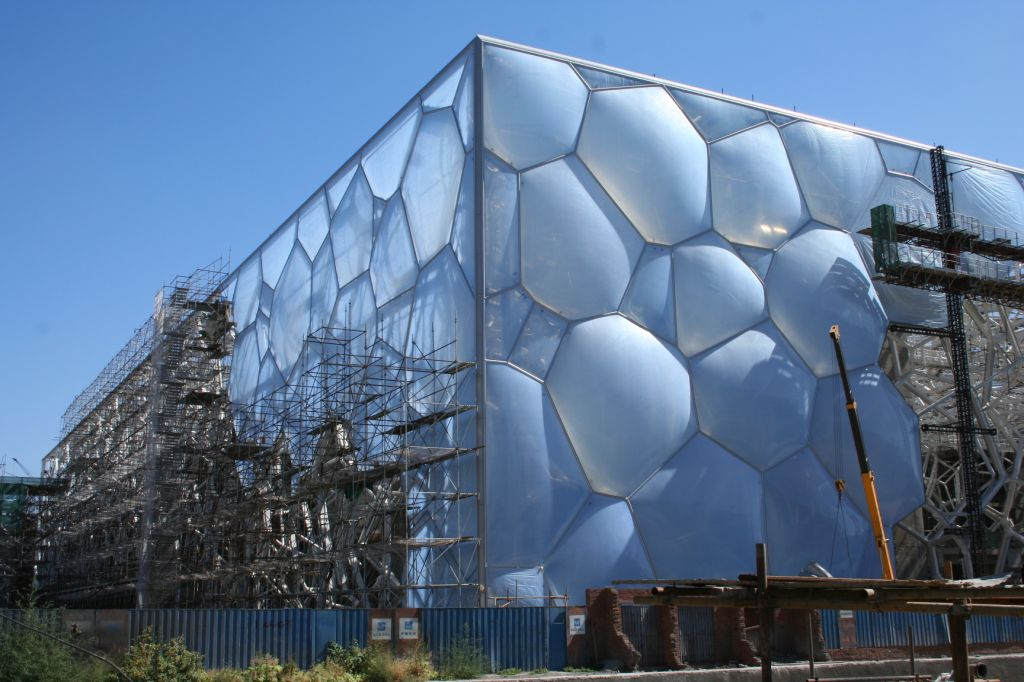
건설 중의 베이징 국가수영센터

## 같이 보기
- 2008년 하계 올림픽의 경기장
- 베이징 국가체육장